# Eleição municipal de Petrolina em 2016
A eleição municipal da cidade brasileira de Petrolina em 2016 ocorreu em 2 de outubro  para eleger um prefeito, um vice-prefeito e 23 vereadores para a administração municipal. O prefeito titular, Júlio Lóssio, do PMDB, não poderia concorrer a um terceiro mandato, já que a Constituição brasileira permite apenas o cumprimento de dois mandatos consecutivos.
O deputado estadual Miguel Coelho, do PSB, foi eleito o novo prefeito petrolinense, obtendo 60.509 votos, contra 39.618 de Odacy Amorim, do PT.

## Legislação eleitoral
As convenções partidárias para a escolha dos candidatos ocorreram entre 20 de julho e 5 de agosto. A propaganda eleitoral gratuita foi exibida entre 26 de agosto e 29 de setembro.
Segundo a lei eleitoral em vigor, o sistema de dois turnos - caso o candidato mais votado recebesse menos de 50% +1 dos votos - está disponível apenas em cidades com mais de 200 mil eleitores. Nas cidades onde houver segundo turno, a propaganda eleitoral gratuita voltará a ser exibida em 15 de outubro e terminará em 28 de outubro. Como Petrolina não possui 200 mil eleitores, o pleito foi decidido em turno único.

## Candidatos
| Nº | Candidato(a) (em ordem alfabética) | Partido | Vice-candidato(a)       | Coligação |
| -- | ---------------------------------- | ------- | ----------------------- | --- |
| 13 | Odacy Amorim                       | PT      | Léia Araújo (PCdoB)     | "Petrolina do Povo e dos Sonhos de Isabel Cristina" (PT, PMN, PMB, PCdoB)                                         |
| 14 | Adalberto Cavalcanti               | PTB     | Anatelia Porto (PTN)    | "Pra Frente Petrolina" (PTB, PRB, PTN, PROS, PP, PTdoB)                                                           |
| 15 | Edinaldo Lima                      | PMDB    | Newton Matsumoto (PMDB) | "Para Continuar Avançando" (PMDB, PSL, PPS, PHS)                                                                  |
| 40 | Miguel Coelho                      | PSB     | Luska Portela (DEM)     | "Petrolina com a Força do Povo" (PSB, PDT, PRTB, DEM, PSDC, PPL, PEN, PSC, SD, PR, PSD, PV, PTC, PSDB, PRP, REDE) |
| 50 | Perpétua Rodrigues                 | PSOL    | Isabel Macedo (PSOL)    | "Frente de Esquerda" (PSOL, PCB)                                                                                  |

## Resultados

### Prefeito
| Partido | Partido | Candidato            | Votos   | Votos (%) |
| ------- | ------- | -------------------- | ------- | --------- |
|         | PSB     | Miguel Coelho        | 60 509  | 38,8%     |
|         | PT      | Odacy Amorim         | 39 618  | 25,41%    |
|         | PMDB    | Edinaldo Lima        | 33 510  | 21,49%    |
|         | PTB     | Adalberto Cavalcanti | 20 642  | 13,24%    |
|         | PSOL    | Perpétua Rodrigues   | 1 655   | 1,06%     |
| Totais  | Totais  | Totais               | 155 934 |           |
| Fonte:  |         |                      |         |           |

### Vereadores eleitos
Foram eleitos 23 vereadores para compor a Câmara Municipal de Petrolina. PTB, PMDB e PSB elegeram o maior número de candidatos: 3 cada um.